# Sartrouville
Sartrouville (wymowaⓘ) – miejscowość i gmina we Francji, w regionie Île-de-France, w departamencie Yvelines. Przez miejscowość przepływa Sekwana.
Według danych na rok 1990 gminę zamieszkiwało 50 329 osób, a gęstość zaludnienia wynosiła 5949 osób/km² (wśród 1287 gmin regionu Île-de-France Sartrouville plasuje się na 26. miejscu pod względem liczby ludności, natomiast pod względem powierzchni na miejscu 456.).